# Râul Șoimoș
Râul Șoimoș este un curs de apă, afluent al râului Mureș. 